# همه‌پرسی گریزگاه‌های مالیاتی اکوادور (۲۰۱۷)
در اکوادور یک همه‌پرسی با هدف «ممنوعیت بکارگیری سیاستمداران و کارمندان دولتی که در گریزگاه‌های مالیاتی حساب بانکی یا شرکت دارند» در ۱۹ فوریه ۲۰۱۷ برابر با ۱ اسفند ۱۳۹۵ برگزار شد. این همه‌پرسی به همراه انتخابات سراسری اجرا شد. رای مردم به این همه‌پرسی مثبت بود و افراد مشمول یک سال وقت خواهند داشت تا اموال خود را از جاهایی که گریزگاه مالیاتی به شمار می‌روند منتقل کنند. اگر این کار را نکنند از مقام خود کنار گذاشته خواهند شد.
پرسشی که روی برگه‌های رأی وجود داشت این بود: «آیا می‌پذیرید که مقامات انتخابی یا کارمندان دولتی باید از داشتن اموال یا سرمایه در گریزگاه‌های مالیاتی به هر شکل که باشد منع شوند؟»

## کارزار
رافائل کورئا رئیس‌جمهور اکوادور که پیش‌تر گفته بود گریزگاه‌های مالیاتی یکی از مصائب دموکراسی هستند اعلام کرد که برای حمایت از این همه‌پرسی کارزاری تشکیل خواهد داد.

## نتایج
| گزینه                         | آرا        | ٪     |
| ----------------------------- | ---------- | ----- |
| آری                           | ۵٬۰۳۰٬۵۷۹  | ۵۵٫۱۲ |
| نه                            | ۴٬۰۹۶٬۵۵۹  | ۴۴٫۸۸ |
| آرای سفید/باطله               | ۱٬۳۳۶٬۴۹۶  | –     |
| مجموع                         | ۱۰٬۴۷۲٬۳۰۲ | ۱۰۰   |
| رای‌دهندگان نام‌نویسی‌شده/مشارکت | ۱۲٬۸۱۶٬۶۹۸ | ۸۱٫۶۴ |
| منبع: CNE                     |            |       |